# Мрассу (посёлок)
Мрассу (шор. Прас-аалы) — посёлок в Таштагольском районе Кемеровской области. Входит в состав Кызыл-Шорского сельского поселения.

## История
Во времена СССР — центр Усть-Колзасского сельсовета (до 2004 года) Таштагольского горисполкома.
В посёлке находились сельсовет, восьмилетняя школа, медпункт, библиотека, клуб.

## География
Посёлок расположен в южной части Таштагольского района на реке Мрассу. Самый южный населённый пункт Кемеровской области. Расстояние от административного центра — 90 километров по гравийной дороге.
Центральная часть населённого пункта расположена на высоте 649 метров над уровнем моря.

## Инфраструктура
В посёлке работает золотодобывающая артель, ведутся лесозаготовительные работы.
Развит туризм. Из посёлка организуются туристические маршруты в нескольких направлениях.

## Транспорт
Раз в неделю (по понедельникам) из Таштагола в Мрассу и другие труднодоступные удалённые шорские посёлки летает вертолёт Ми-8 ООО «Аэрокузбасс».

## Население
| 2010 |
| ---- |
| 199  |

В 1900 году проживало 18 жителей, в 1968 году — 358 человек.

## Организации
- Школа, филиал библиотеки